# ヘンリー・ベレスフォード (第3代ウォーターフォード侯爵)

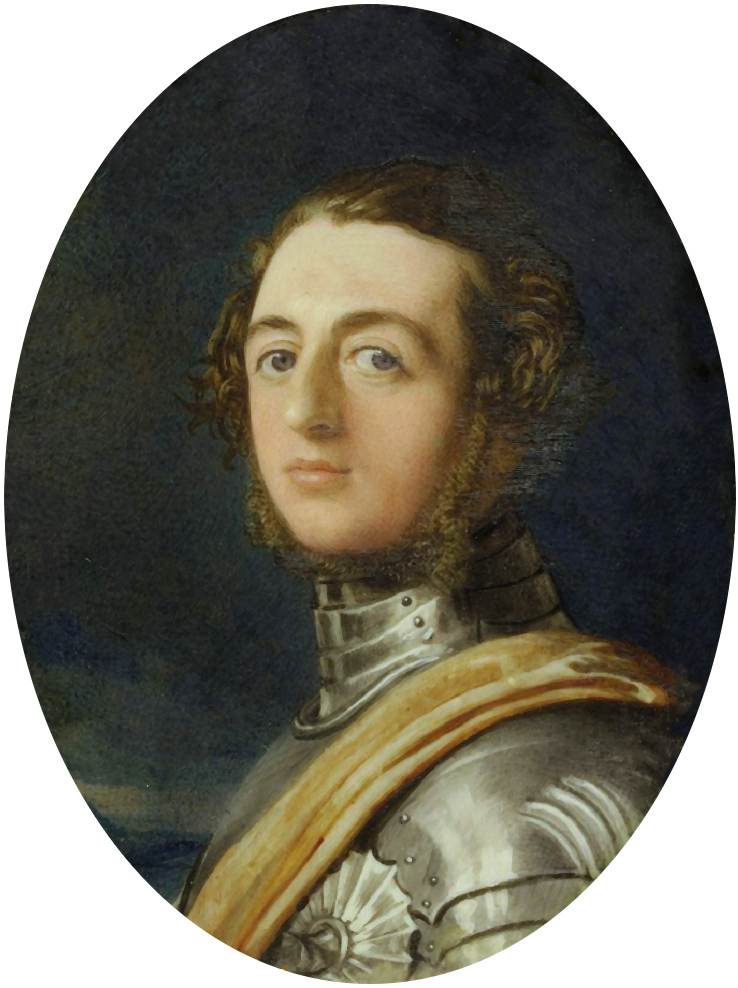
ロバート・ソアバーン（Robert Thorburn）による肖像画、1840年。

第3代ウォーターフォード侯爵ヘンリー・ド・ラ・プア・ベレスフォード（英語: Henry de la Poer Beresford, 3rd Marquess of Waterford KP、1811年4月26日 – 1859年3月29日）は、アイルランド貴族。1824年から1826年までティロン伯爵の儀礼称号を使用した。

## 生涯

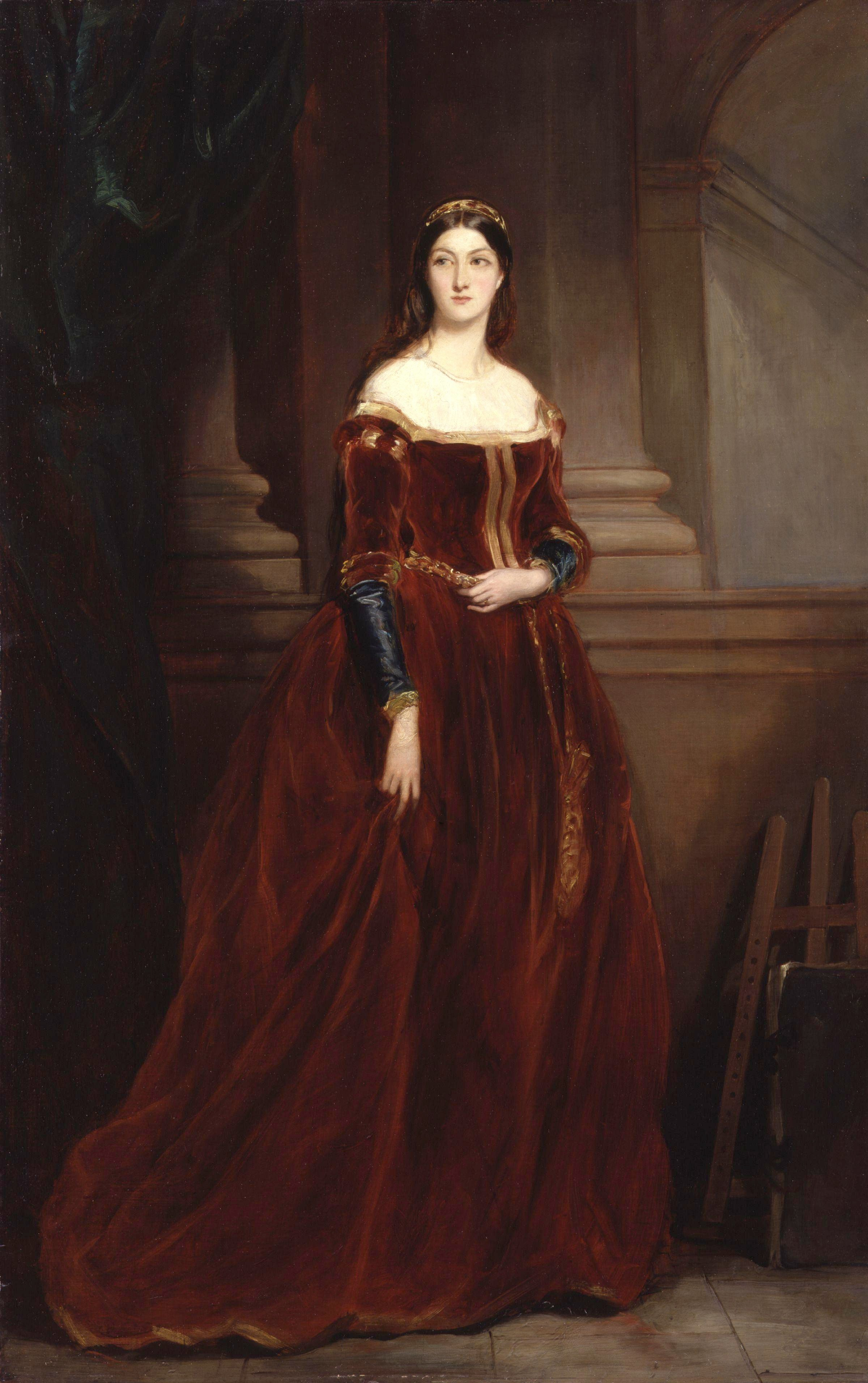
ウォーターフォード侯爵夫人ルイーザ。フランシス・グラント画、1859年/1860年。

第2代ウォーターフォード侯爵ヘンリー・ベレスフォードとスザンナ・ハッシー・カーペンター（Susannah Hussey Carpenter、1784年7月15日 – 1827年6月7日、第2代ティアコネル伯爵ジョージ・カーペンターの娘）の次男（長男ジョージは早世）として、1811年4月26日にメリルボーンのマンスフィールド・ストリート（Mansfield Street）で生まれた。1826年7月16日に父が死去すると、ウォーターフォード侯爵位を継承した。1824年から1829年までイートン・カレッジで教育を受けた後、1829年10月21日にオックスフォード大学クライスト・チャーチに入学した。
オックスフォード大学では素行によりすぐに自主退学を勧告され、それに従った。その後の10年ほどは「競馬場、狩り場、警察署でよく見かけられた」という。軽罪で起訴されることも多かったが、刑罰となる罰金の額は所詮は労働者階級に向けた刑罰であり、ウォーターフォード侯爵が笑って支払えるほどの金額だった。1838年には「バネ足ジャック」の正体であると噂された。
1842年6月8日、ルイーザ・ステュアート（1818年 – 1891年5月12日、初代ステュアート・ド・ロスシー男爵チャールズ・ステュアートの娘）と結婚した。結婚を境に放蕩した生活を改めると、度々逮捕されるようなことはなくなり、代わりに領地管理に集中した。ただし、引き続き数百頭の馬を保有し、狩猟の季節では1週間のうち6日も狩りに出かけた。
1845年1月4日、聖パトリック勲章を授与された。
1859年3月29日、狩猟中の落馬事故により死去した。弟ジョンが爵位と遺産を継承した。